# Viziru
Viziru est une commune roumaine située dans le județ de Brăila.